# Pbv 302

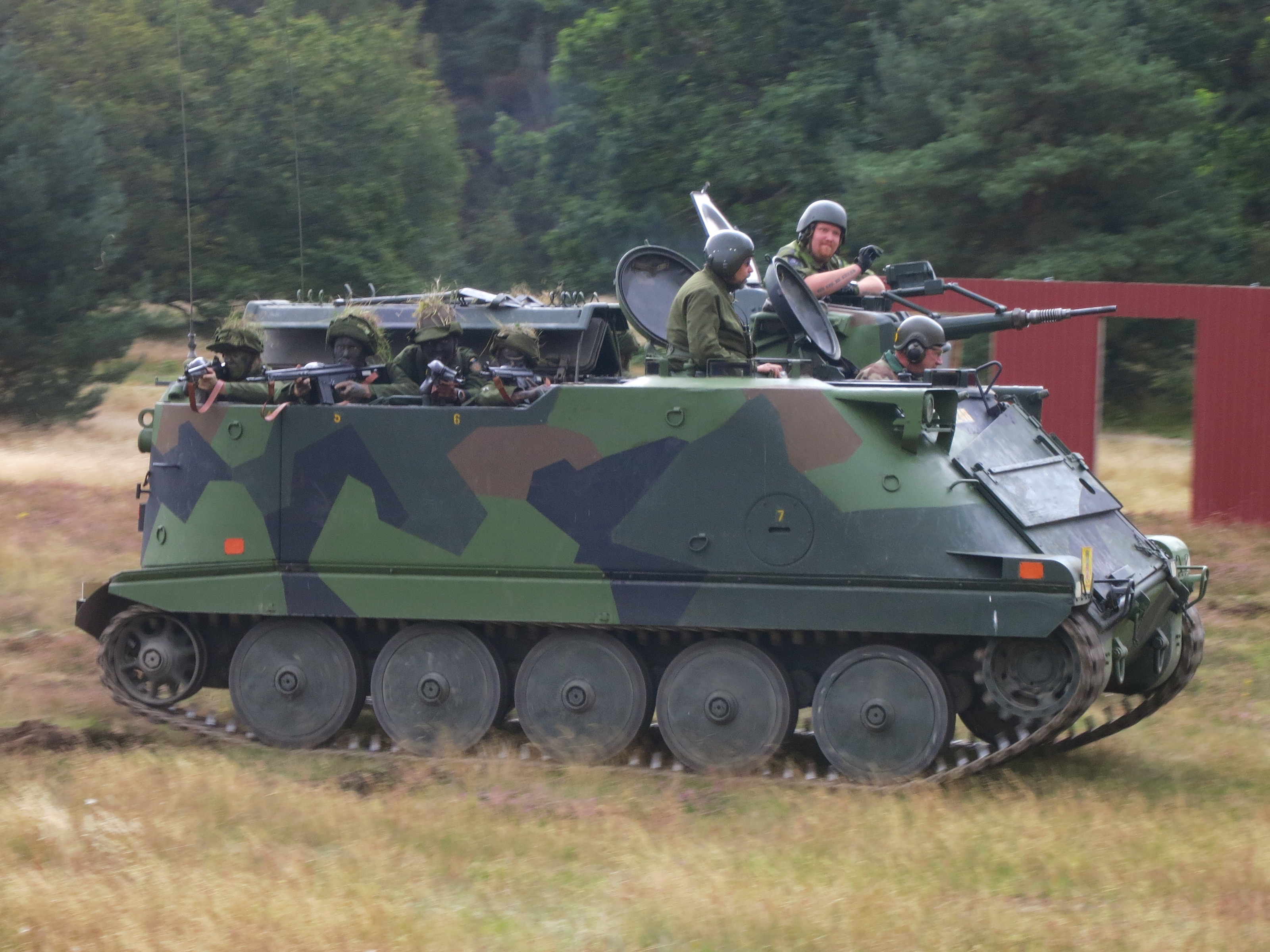

pbv 302(Pansarbandvagn 302)는 스웨덴의 고이동성 보병전투차이다. 1966년부터 2014년까지 사용되었다. 이 차량은 1961년에 스웨덴군에 의해 사용되었으며 pbv 301 IFV를 대체하였다.

## 버전
- Pansarbandvagn 302A: 오리지널 표준 차량.
- Pansarbandvagn 302B: 외부 무기를 장착할 수 있게 업그레이드된 버전.
- Pansarbandvagn 302C: Pbv 302B.

## 같이 보기
- 스웨덴군